# Encentrum kostei
Encentrum kostei är en hjuldjursart som beskrevs av Tzschaschel 1979. Encentrum kostei ingår i släktet Encentrum och familjen Dicranophoridae. Inga underarter finns listade i Catalogue of Life.